# Chamzat Chankarow
Chamzat Chankarow (ur. 13 kwietnia 1965 we wsi Bamut Aczchoj, zm. 13 czerwca 1994 w Groznym) – polityk, wojskowy i pieśniarz czeczeński.

## Życiorys
W 1984 ukończył naukę w technikum chemicznym i rozpoczął służbę wojskową w Doniecku. W 1987 związał się z czeczeńskim ruchem narodowym, należał do organizacji Narodowy Front Czeczenii. Był współpracownikiem pisma "Sprawiedliwość" oraz uczestnikiem demonstracji popierających Irak, w jego wojnie z USA. W 1991 zajął wraz z grupą bojowników budynek stacji telewizyjnej i ratusz w Groznym. Należał do prezydium Narodowego Kongresu Narodu Czeczeńskiego i prezydium Konfederacji Narodów Kaukazu.
Razem z Szamilem Basajewem brał udział w konflikcie abchasko-gruzińskim, walcząc po stronie abchaskiej o Gagrę.  Po powrocie do Czeczenii nagrywał pieśni czeczeńskie razem z Imamem Alimsułtanowem. W 1993 otrzymał stanowisko wojskowego komendanta Czeczenii. Zginął w walce z oddziałem Rusłana Łabazanowa, który wystąpił przeciwko Dżocharowi Dudajewowi. Pośmiertnie odznaczony orderem Bohatera Abchazji.
W 2005 ukazał się Album Abchaski, w wykonaniu Chankarowa i Alimsułtanowa.